# Macrostemum triste
Macrostemum triste är en nattsländeart som först beskrevs av Luisa Eugenia Navas 1916.  Macrostemum triste ingår i släktet Macrostemum och familjen ryssjenattsländor. Inga underarter finns listade i Catalogue of Life.